# Arianna Afsar
Arianna Ayesha Afsar (* 22. Oktober 1991 in San Diego, Kalifornien) ist eine US-amerikanische Schauspielerin und ein Model.

## Leben
Arianna Afsar wurde 1991 in San Diego als Tochter von Muhammad Afsar (von persisch افشار Afschār, DMG Afšār) und Karin Schumacher geboren. Ihr Vater stammt aus Bangladesch, ihre Mutter ist deutscher Abstammung. Sie besuchte die Westview High School, an der sie 2005 das Projekt Adopt-a-Grandfriend ins Leben rief, um die Einsamkeit älterer Menschen zu bekämpfen. Dort machte sie 2009 ihren Abschluss. Danach begann sie ihr Studium an der University of California, Los Angeles.
Erste öffentliche Wahrnehmung erfuhr Afsar 2005 als Gewinnerin des „Miss America's Outstanding Teen“ für den Bundesstaat Kalifornien. Wenige Monate später vertrat sie Kalifornien beim ersten Wahlwettbewerb „Miss America's Outstanding Teen“ in Orlando und erreichte als jüngste Teilnehmerin den ersten Platz. 2009 nahm sie an der achten Staffel des Castingformats American Idol teil und konnte als Sängerin sich unter den besten 36 Teilnehmern etablieren. 2010 wurde sie zur „Miss San Diego County“ gekürt. 2010 gewann sie den Titel der „Miss California“ und schaffte es im Folgejahr unter die Top Ten bei der Miss-America-Wahl.
2014 debütierte Afsar in einer Episode der Fernsehdokuserie Fatales Vertrauen – Dem Mörder so nah als Fernsehschauspielerin. Im selben Jahr folgte eine Nebenrolle im Spielfilm Mauj Mastiyan sowie Episodenrollen in OMG! EMT! und Tattoo Nightmares. 2015 spielte sie im Mockbuster Marsland – Kein Ort zum Überleben die größere Rolle der Ellie und wirkte außerdem in einer Episode der Fernsehserie Homes of Horror mit. 2018 hatte sie Besetzungen im Spielfilm Canal Street und im Kurzfilm Revenge Tour inne. 2019 hatte sie eine der Hauptrollen im Kurzfilm The Person I Am When No One Is Looking inne. 2022 spielte sie im Liebesfilm Wedding Season die größere Rolle der Priya. Seit 2001 spielt sie außerdem in verschiedenen Theater- und Musicalstücken mit.
Afsar ist Frauenrechtsaktivistin und im Vorstand der ACLU of Illinois Next Gen. Sie sprach beim Jugendempfang für den Nationalkongress der American Civil Liberties Union. Sie ist Unterstützerin und lautstarke Verfechterin von Planned Parenthood, United State of Women Summit und dem Women’s March. Afsar eröffnete die Rede von Michelle Obama bei der United State of Women im Shrine Auditorium.

## Filmografie (Auswahl)
- 2014: Fatales Vertrauen – Dem Mörder so nah (Unusual Suspects, Fernsehdokuserie, Episode 6x09)
- 2014: Mauj Mastiyan (Taste of Love)
- 2014: OMG! EMT! (Fernsehserie, Episode 1x01)
- 2014: Tattoo Nightmares (Fernsehserie, Episode 3x16)
- 2015: Homes of Horror (Fernsehserie, Episode 3x09)
- 2015: Marsland – Kein Ort zum Überleben (Martian Land)
- 2018: Canal Street
- 2018: Revenge Tour (Kurzfilm)
- 2019: The Person I Am When No One Is Looking (Kurzfilm)
- 2022: Wedding Season